# Catalaunes
Les Catalaunes (Catalauni en latin) sont un peuple belge dont le nom celte Catu-vellauni signifie « les meilleurs au combat ». Leur territoire se situait dans l’actuelle région de Châlons-en-Champagne (Marne).

## Histoire

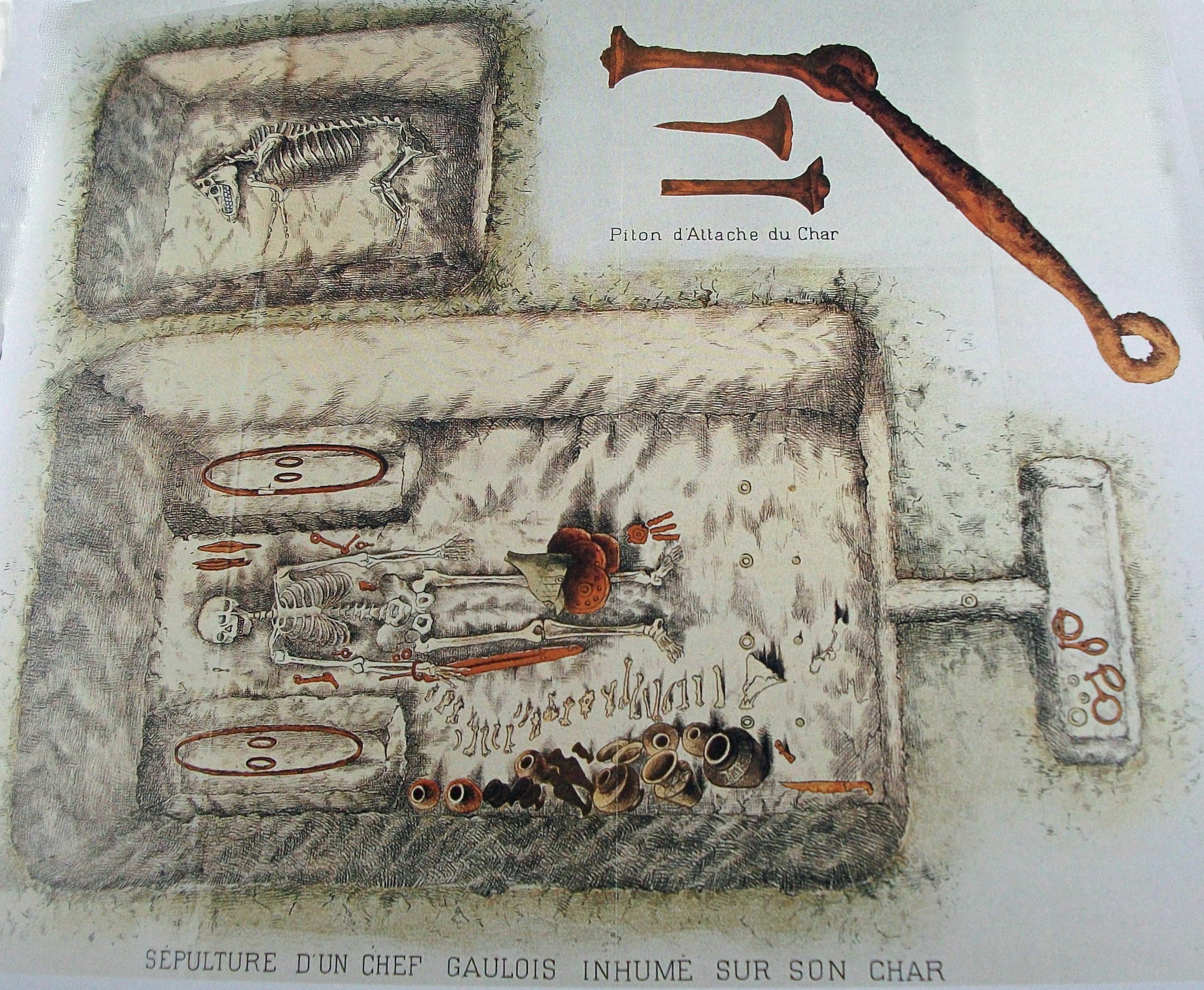
Tombe à char trouvée à Chaalons.

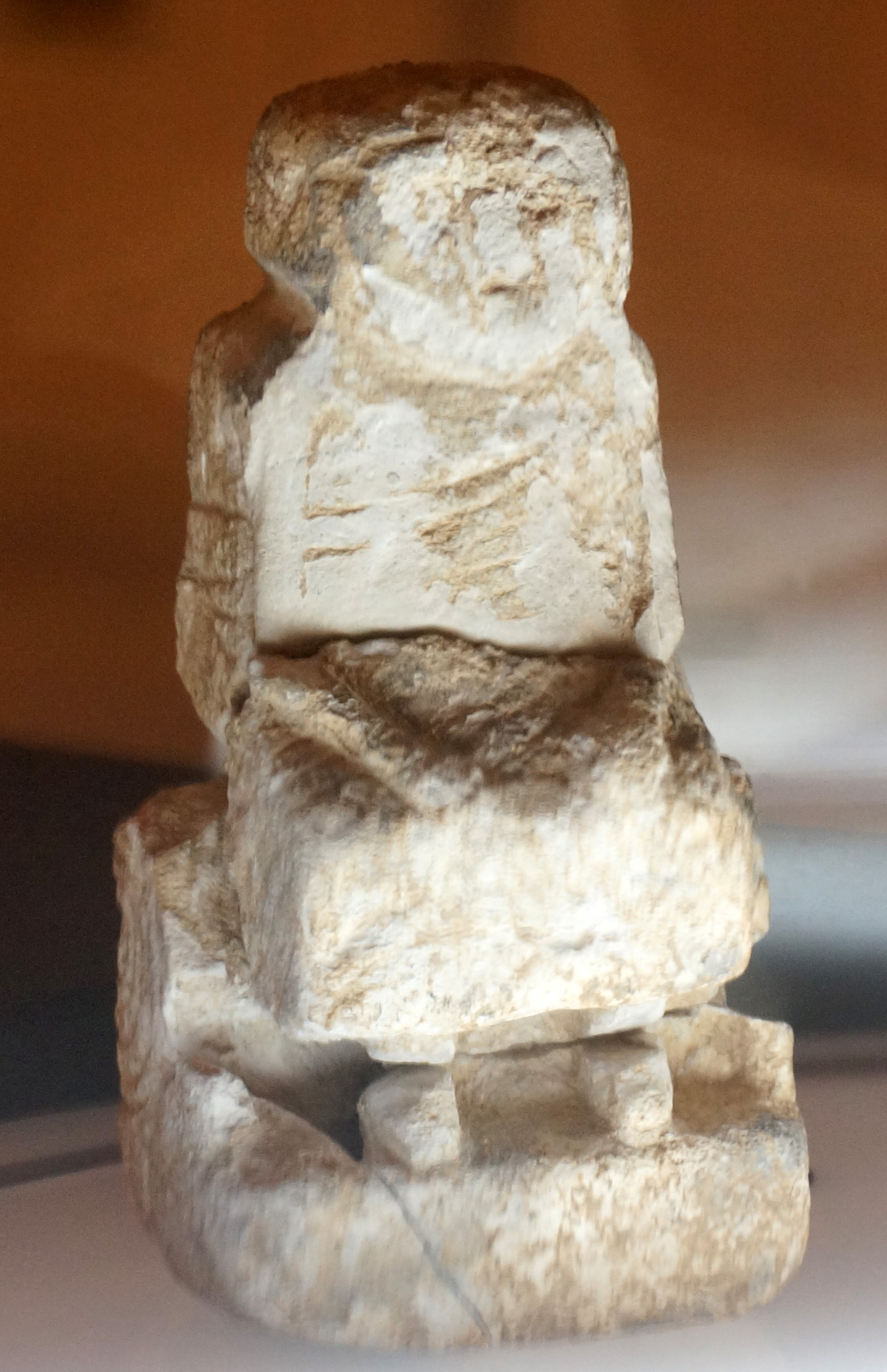
Statuette catalaune du Ier siècle.

On sait très peu de choses de ce peuple. Jules César, dans ses Commentaires sur la Guerre des Gaules, ne les cite pas. Les historiens considèrent que les Catalaunes était tributaires des Rèmes dont le centre politique était Durocortorum, l'actuelle Reims, distante de 45 km de Châlons-en-Champagne. Dans cette ville dont le nom dérive de Catalaunum, parfois appelée Durocatalaunum, était implantée vers 20 avant J.-C. une garnison romaine sur une île de la Marne, étape sur la voie Agrippa.
Lors de l'installation des peuples belges au nord de la Seine, au début du IVe siècle av. J.-C., un rameau des Catalaunes qui occupait la partie sud-est du département de la Marne et le nord de la Haute-Marne, peut-être en lien avec la migration des Volques à la même époque, se serait établi sur le territoire de l'actuelle Catalogne, d'où possiblement le nom de cette région espagnole,
Les Catuvellauni, peuple celte de la Bretagne insulaire, sont peut-être des descendants d'une migration de Catalauniens en Bretagne.
Ce peuple gaulois disposait d'un important oppidum à La Cheppe, au lieu-dit du Vieux Châlons, oppidum généralement appelé « le camp d'Attila », le « fléau de Dieu » l'ayant utilisé, selon la légende, comme camp retranché lors de la bataille des champs Catalauniques (20 juin 451) où ses Huns furent repoussés par une coalition franque et gallo-romaine.
Châlons ou Chaalons (Châlons-sur-Marne redevenue Châlons-en-Champagne en 1997) était une des stations Durocatalaunos source du voyage d'Antonin (n° vers 361). Des tombes furent découvertes en 1891, en creusant les fondations des nouveaux bâtiments du collège Saint-Étienne à l'emplacement du vieil Évêché. A 4 mètres de profondeur, les ouvriers découvrirent des vestiges de monument avec les inscriptions suivantes : Fur(ius) Antoninus cir(citor) n(umeri) Dal(matarum) vixit preuves du passage d'Antonin. (source abbé Puiseux).

## Sources
- Histoire de Châlons-sur-Marne de Georges Clause et Jean-Pierre Ravaux, éditions Horvath, 1983.
- d'après les sources de l'Abbé Puiseux